# Ehrenthal (Sankt Goarshausen)

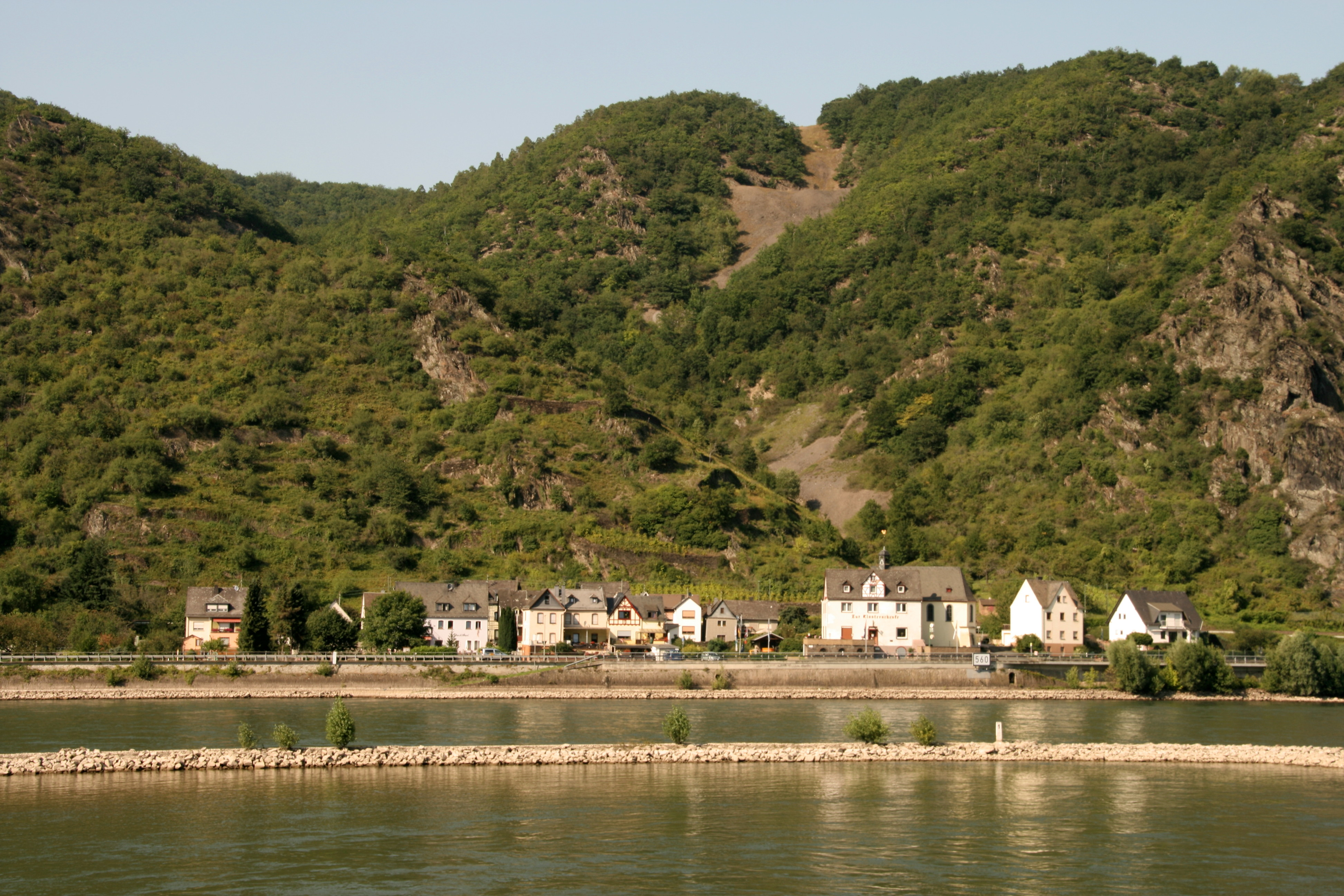
Ehrenthal, darüber die Abraumhalde der ehemaligen Grube Gute Hoffnung. Im Vordergrund der Ausläufer des Ehrenthaler Werths.

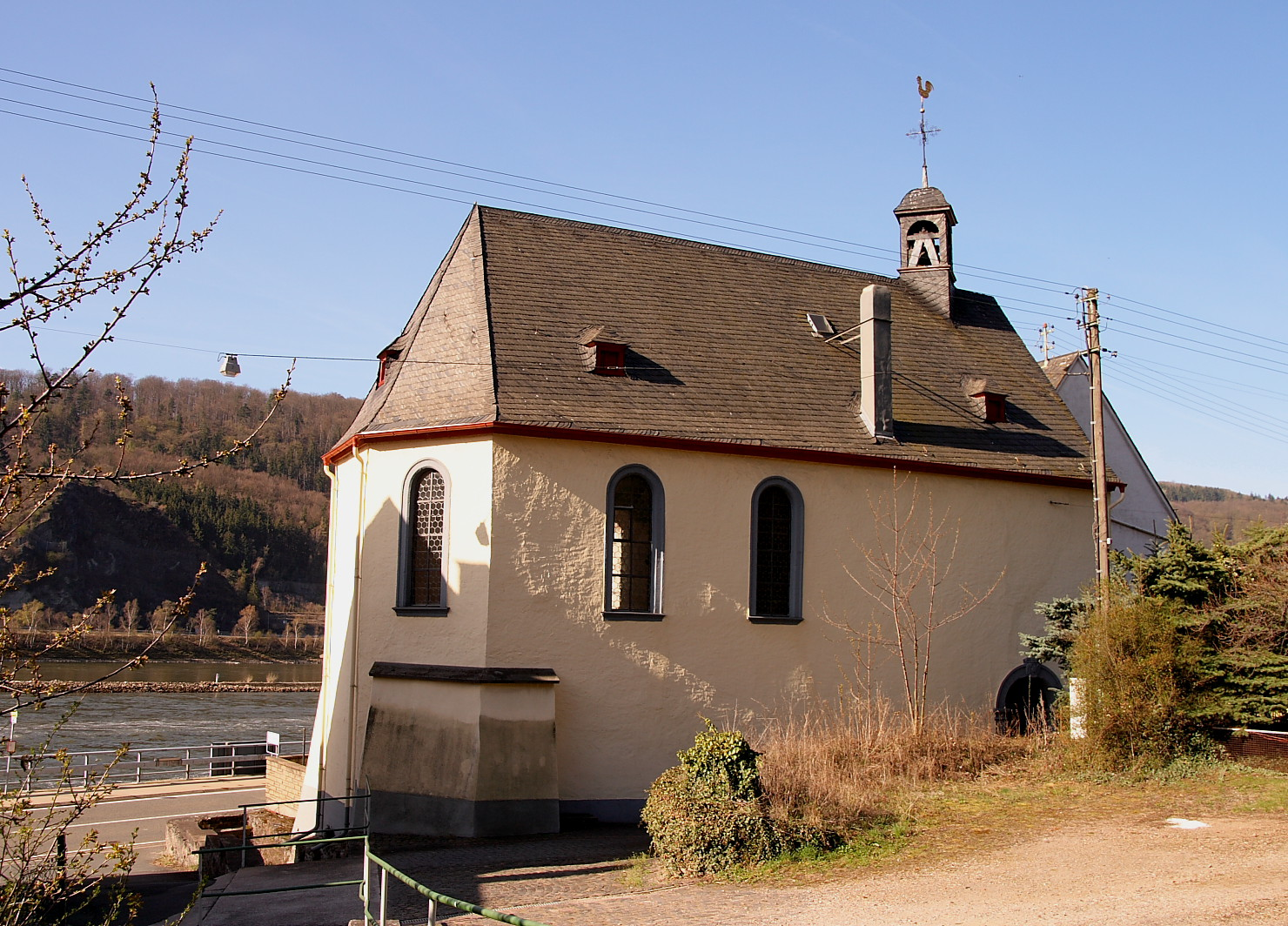
Kath. Pfarrkirche St. Sebastian

Ehrenthal ist ein Stadtteil von Sankt Goarshausen am rechten Ufer des Mittelrheins. Es liegt im UNESCO-Welterbe Oberes Mittelrheintal.

## Geschichte
881 wurde Ehrenthal als „Erintera“ das erste Mal als Wein- und Hofgut im Besitz des Klosters Prüm in der Eifel erwähnt. Der Name leitet sich vom lateinischen Wort „andria“, zu deutsch „Bach“ und Thal ab, der Name bedeutet also Bachthal.
1312 kam der Ort in Besitz von Kurtrier und wurde dem Oberamt Boppard zugeordnet. Er verblieb dort bis zur Auflösung der geistlichen Territorien 1802.
Ab dem späten Mittelalter diente das Gut dem Abt des zur Landgrafschaft Hessen gehörenden Benediktinerklosters Gronau als Sommersitz. Nachdem dieses 1542 im Zuge der Reformation aufgelöst worden war, gründeten Abt und Mönche in Ehrenthal ein neues Kloster.
Die heutige Kirche und das Klostergebäude wurden zwischen 1705 und 1708 unter dem Trierer Erzbischof Johann Hugo von Orsbeck nach Plänen seines Hofarchitekten Philipp Honorius von Ravensteyn  erbaut. Das Wappen des Bischofs ziert daher den Scheitelstein des Westportals. Seit der Profanierung des Klosters im Jahr 1803 dient seine Kirche als katholische Pfarrkirche St. Sebastian.
1802 kam Ehrenthal durch Verfügung des letzten Trierer Erzbischofs unter die Herrschaft von Nassau-Weilburg, 1806 zum neugebildeten Herzogtum Nassau und nach dem Deutschen Krieg 1866 zu Preußen.
Von 1919 bis 1930 war der Ort Teil der französischen Besatzungszone, ebenso wie nach der Einnahme Ehrenthals durch die Amerikaner am 26. März 1945, kurz vor Ende des Zweiten Weltkriegs.
Im Jahr 1933 wurde die Gemeinde Ehrenthal nach Wellmich eingemeindet.
Als amerikanische Truppen am 26. März 1945 den Rhein überquerten wurde unter heftigem Artilleriebeschuss die Kirchenausstattung durch einen Brand vernichtet. Bei Wiederherstellung der Kirche von 1946 bis 1958 wurde die ehemals barocke Decke durch eine Voutendecke ersetzt. 1949 entstand das Relief des Mayener Bildhauers Anton Wogner mit dem Martyrium des Hl. Sebastian. Das unmittelbar anschließende ehemalige Klostergebäude beherbergt heute die Klosterschenke.
1969 wurde die Gemeinde Wellmich und damit Ehrenthal ein Stadtteil der Loreleystadt St. Goarshausen.

## Wirtschaft

Hunt zur Erinnerung an die Grube Gute Hoffnung

1745 waren zwischen Ehrenthal und Prath Erzadern entdeckt worden, die zur Gründung einer Hütte führten, welche später unter dem Namen Grube Gute Hoffnung zu beiden Seiten des Rheins bis 1961 Blei- und Zinkerze abbaute. Im Oktober 1789 besuchte Alexander von Humboldt in Begleitung des niederländischen Mediziners Steven Jan van Geuns das Bergwerk.

## Kultur und Sehenswürdigkeiten
Sehenswert ist vor allem die katholische Kirche St. Sebastian, Ehrenthal tut sich aber auch durch seine Lage am Rheinsteig hervor.

## Ehrenthaler Hahn

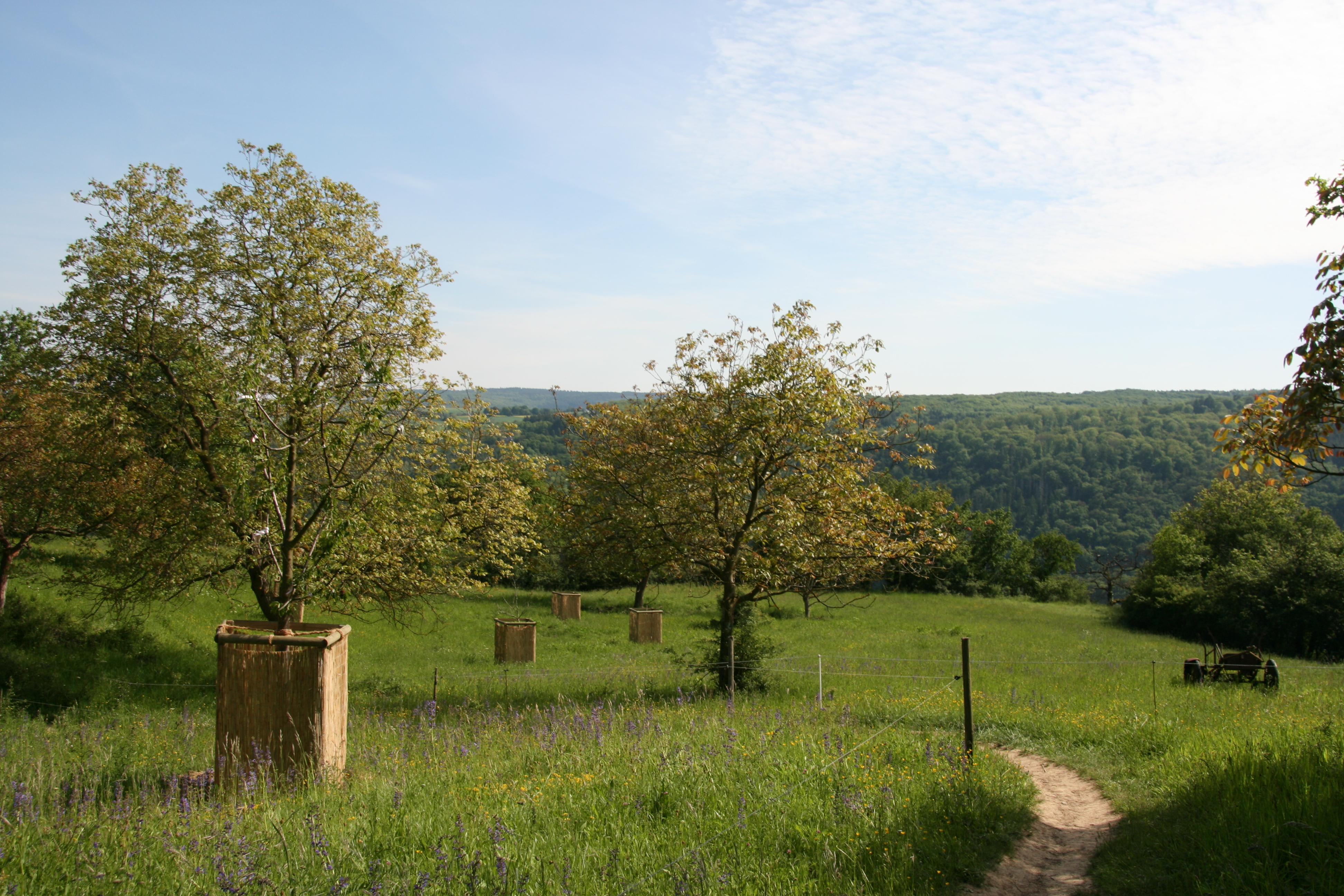
Wiese auf dem Ehrenthaler Hahn

Der Ehrentaler Hahn ist eine alte Flussterrasse des Rheins über Ehrenthal in der Kesterter Gemarkung. Auf fruchtbarem Lössboden wurde hier 1950 eine Walnussbaumplantage angelegt, die ein typisches Beispiel für die Kulturlandschaft Oberes Mittelrheintal war. Seit Aufgabe der Plantage drohte sie mehr und mehr zu verbuschen.
2010 wurde der Versuch unternommen, sich für den Erhalt der Kulturlandschaft und den Schutz seltener Pflanzen- und Tierarten einzusetzen, indem etwa die wertvollen Kalk-Halbtrockenwiesen wieder entbuscht und mit seltenen Kulturobstsorten wie Mittelrheinkirsche oder Quitte nachgepflanzt wurden. Durch Beweidung mit Rindern wurden die Rasenflächen offen gehalten. Seitdem siedeln sich wieder vermehrt kalk- und wärmeliebende Pflanzen an wie die seltene blaue Weinbergs-Traubenhyazinthe oder auch eine Vielzahl an verschiedenen Orchideen. Für Heuschrecken oder auch die Große Turmschnecke hat sich hier ein wertvolles Biotop gebildet.

## Tourismus
- Der Rheinsteig führt oberhalb des Ortes über die Wiesenlandschaft des Ehrenthaler Hahns.
- 2001 wurde der Bergbau- und Landschaftspfad Wellmich-Prath-Ehrenthal, ein 5 km langer Informationspfad zur Geschichte des Bergbaus, eingerichtet.

## Verkehr
Der Ortsteil Ehrenthal liegt direkt an der Bundesstraße 42, die rechtsrheinisch das Rheintal durchläuft.